# Новонікольське (Липецька область)
Новонікольське (рос. Новоникольское) — село у Данковському районі Липецької області Російської Федерації.
Населення становить 816 осіб. Належить до муніципального утворення Новонікольська сільрада.

## Історія
З 13 червня 1934 до 26 вересня 1937 року у складі Воронезької області, у 1937-1954 роках — Рязанської області. Відтак входить до складу Липецької області.
Згідно із законом від 23 вересня 2004 року № 126-ОЗ органом місцевого самоврядування є Новонікольська сільрада.

## Населення
| 2010 |
| ---- |
| 816  |